# 2010年塞爾維亞地震

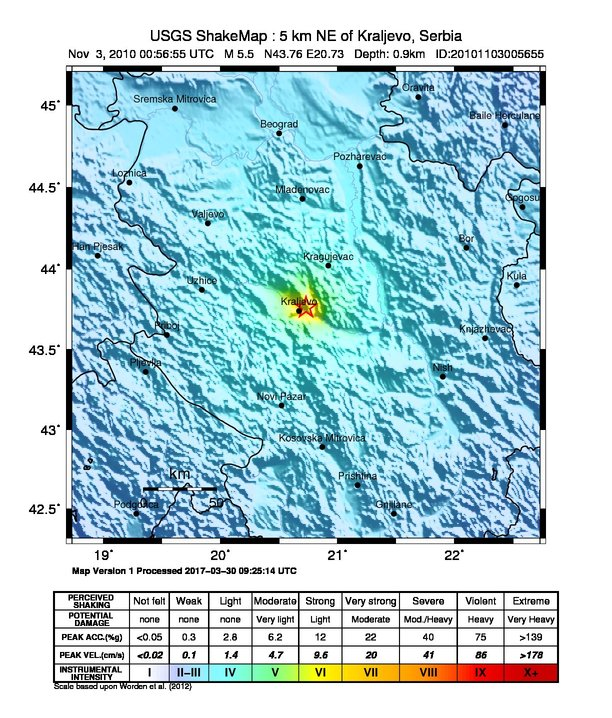
塞爾維亞地震範圍

2010年塞爾維亞地震，2010年11月3日發生在塞爾維亞克拉列沃的一場地震，震級5.3，影響範圍涵蓋塞爾維亞全國各地以及鄰近國家，共造成兩人死亡，一百多人受傷。

## 外部連結
- News at Serbian Television（页面存档备份，存于）
- Video of the damage（页面存档备份，存于）
- USGS earthquake information